# Guy-Manuel de Homem-Christo

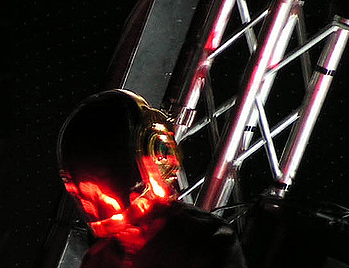
Guy-Manuel de Homem-Christo (2007)

Guy-Manuel de Homem-Christo (* 8. Februar 1974 in Neuilly-sur-Seine) ist ein französischer Musiker und Grammy-Preisträger portugiesischer Abstammung. International bekannt wurde er als Mitglied der französischen Houseformation Daft Punk, die er zusammen mit Thomas Bangalter ins Leben rief. 

## Leben
1993 gründete er zusammen mit Thomas Bangalter die Band Daft Punk. Die Auflösung des Duos wurde am 22. Februar 2021 bekanntgegeben.
Er ist zudem Mitgründer der Band Le Knight Club. Sie ist das gemeinsame Projekt von Homem-Christo und Eric Chedeville, mit dem er auch das French-House-Plattenlabel Crydamoure betreibt.
Sein jüngerer Bruder, Paul de Homem-Christo, bekannt unter dem Künstlernamen Play Paul, ist als DJ in der internationalen House-Szene erfolgreich.